# Thoracocyphus
Thoracocyphus är ett släkte av skalbaggar. Thoracocyphus ingår i familjen vivlar.
Kladogram enligt Catalogue of Life:
| Thoracocyphus | \| \| Thoracocyphus caldeirai \| \| \| \| \| \| Thoracocyphus denticollis \| \| \| \| \| \| Thoracocyphus hatschbachi \| \| \| \| |
|               | \| \| Thoracocyphus caldeirai \| \| \| \| \| \| Thoracocyphus denticollis \| \| \| \| \| \| Thoracocyphus hatschbachi \| \| \| \| |
|               | Thoracocyphus caldeirai |
|               | |
|               | Thoracocyphus denticollis |
|               | |
|               | Thoracocyphus hatschbachi |
|               | |